# Lara Croft Go
Lara Croft Go es un videojuego de rompecabezas por turnos de la serieTomb Raider. El jugador mueve al personaje principal, Lara Croft como una pieza de rompecabezas a través de un juego de mesa mientras evita obstáculos y manipula el entorno. Los desarrolladores destilaron los motivos principales de la serie, como las persecuciones de rocas y el juego basado en reacciones, para adaptarlo al juego independiente del tiempo ' Lara Croft Go. Square Enix Montréal desarrolló el juego como sucesor espiritual de Hitman Go de 2014, basado en otra franquicia de Square Enix Europa. Fue lanzado en agosto de 2015 para dispositivos Android, iOS, Windows y Windows Phone. Las versiones para PlayStation 4, PlayStation Vita y Steam se lanzaron en diciembre de 2016.
El videojuego recibió unas críticas generalmente favorables. Los críticos elogiaron su estética, el diseño de rompecabezas y fidelidad a la serie Tomb Raider, pero también criticaron su corta duración y cuestionaron su grado de dificultad. Fue seleccionado para un Apple Design Award 2016, el juego del año para iPhone 2015 de Apple y el mejor juego móvil/portátil en los The Game Awards 2015 .

## Jugabilidad
Lara Croft Go es un videojuego de rompecabezas por turnos de la franquicia Tomb Raider. Su jugabilidad principal y su esquema de control son similares a los de su predecesor, Hitman Go. Los niveles se componen de nodos y líneas interconectados. El jugador controla a la protagonista de la serie, Lara Croft. El jugador y el entorno se turnan, en el que uno descansa mientras el otro se mueve. Durante el turno del jugador, el jugador mueve Croft una unidad entre nodos conectados en la dirección dada. Mientras Croft descansa en el nodo, los enemigos y los obstáculos en el tablero toman un turno para mover simultáneamente una unidad. Mientras que los niveles en Hitman Go estaban restringidos al plano horizontal, Lara Croft Go agrega movimiento vertical con escalones, acantilados y terreno escalable incorporados en el diseño de niveles. El juego contiene cinco capítulos y cuarenta niveles en total.  
A medida que el jugador avanza, los acertijos del juego se vuelven cada vez más complejos. Los niveles sucesivos introducen poco a poco nuevas mecánicas de juego y tipos de enemigos. Los enemigos toman la forma de criaturas mortales como serpientes, lagartos y arañas gigantes. Cada tipo de enemigo tiene un patrón de movimiento específico, un detalle importante para lograr vencerlos. Los elementos de un solo uso, como las lanzas, se pueden recolectar en los niveles y luego usarse para eliminar enemigos a distancia. Otras mecánicas incluyen obstáculos como cantos rodados, hojas de sierra y trampas que hay que evitar. El jugador puede activar unas palancas, que mueven paredes y plataformas para abrir caminos a través del nivel y completarlos en los menores pasos posibles y completarlos de manera eficiente. Lara Croft Go también incluye compras opcionales dentro de la aplicación, que brindan pistas para resolver los acertijos.

## Desarrollo y lanzamiento

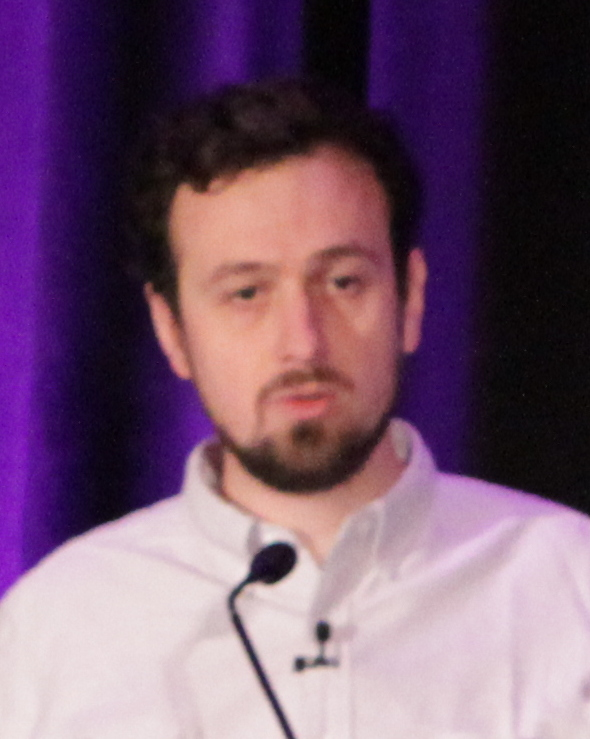
El director técnico Antoine Routon presenta el desarrollo del juego en la Game Developers Conference de 2016.

Lara Croft Go fue desarrollado por el estudio de videojuegos Square Enix Montréal, un estudio que se fundó para desarrollar un videojuego de Hitman un triple A, pero que fue reutilizado para crear juegos móviles para Occidente. Todo el personal se fue, además del director técnico Antoine Routon y el director del juego Daniel Lutz, y después de un mes de proceso creativo, Lutz convenció a Routon para trabajar en un juego de Hitman por turnos, que se convirtió en Hitman Go, y lanzó lo que los desarrolladores consideraron positivo. respuesta. El concepto de rompecabezas rápido por turnos surgió de un enfoque en sesiones cortas manteniendo una estética visual como un "juego de mesa elegante", a través de muchas rondas de iteración. El equipo consideró que su producto destilaba los elementos de la franquicia en su forma más simple. 
Al ver que la franquicia de Hitman reducida a sus elementos centrales, el equipo de desarrollo vio una versión de Lara Croft Tomb Raider como el siguiente paso obvio (o como lo llamaron, una "locura"). El equipo estaba formado por diez personas (en promedio) que podían trabajar de manera estrecha y ágil, algo similar entonces a un equipo de desarrollo independiente . Encajaron a la protagonista Lara Croft en la configuración de Hitman Go y supieron cambiar elementos como menos enfoque en asesinar enemigos, menos estética de juego de mesa, más animaciones y más énfasis en el entorno que en los enemigos. El equipo eligió el diseño visual clásico de Tomb Raider en lugar del reinicio de la serie, pero reconstruyó la estética de la serie a partir de la memoria en lugar de sus documentos de diseño reales. Buscaban recrear los momentos en los que eran perseguidos por un animal gigante o una roca. En lugar de restricciones de tiempo, como los eventos de tiempo rápido de la serie, los desarrolladores agregaron pisos que se agrietan con cada turno sucesivo para dar una sensación de urgencia basada en el tiempo. 
El equipo también enfatizó que era importante para la jugabilidad que el jugador aprendiera sin tutoriales y una narración que no interrumpa la experiencia de juego. En comparación con el juego anterior, los desarrolladores querían que los rompecabezas de Lara Croft Go tuvieran menos elementos y que fueran completamente visibles sin necesidad de tener que desplazarse, de modo que el jugador pudiera ver los rompecabezas en su totalidad y concentrarse en resolver la secuencia correcta de forma eficiente. La cámara también sigue a Lara Croft en lugar de permanecer fija. 
El juego se creó en el motor de juego Unity, lo que permitió una creación de prototipos más rápido en múltiples plataformas de teléfonos inteligentes lo que fue un factor clave. También fue diseñado primero para caber en la pantalla más pequeña del iPhone, una lección aprendida del videojuego que lanzaron anteriormente, Hitman Go, que había sido diseñado para tabletas.  El equipo de Square Enix también colaboró con los propietarios de la marca Tomb Raider, Crystal Dynamics, para adaptar la licencia de la serie. En particular, la vestimenta de los jugadores y los personajes se vio influenciada por este intercambio. 
Lara Croft Go fue presentada durante la conferencia de prensa de Square Enix en el E3 2015. El juego se lanzó para diferentes plataformas siendo así Android, iOS, Windows y Windows Phone el 27 de agosto. El 25 de noviembre se lanzó una expansión gratuita que fue llamada "The Shard of Life". Las versiones de PlayStation 4 y Vita incluyeron niveles exclusivos de tiempo adicional "Mirror of Spirits" desarrollado por KO_OP. 